# Lotteria
A Lotteria (hangul: 롯데리아; Japánban: ロッテリア, Rotteria) egy koreai alapítású kelet-ázsiai gyorsétteremlánc, első étterme Japán fővárosában, Tokióban nyílt meg 1972 szeptemberében. Neve a szülővállalatától ered (Lotte). Jelenleg Japánban, Kínában, Tajvanban, Dél-Koreában, Indonéziában, Vietnámban és Mianmarban van jelen.
Étlapján az átlagos gyorséttermi ételek szerepelnek, mint például hamburgerek, sült burgonya, sült csirke, csirkeszárnyak és csirkefalatok.

## Története
A vállalatot Sin Dzsunho (신준호, Shin Jun Ho), egy Japánban élő koreai vállalkozó alapította. Első üzletei Nihonbasiban és Jokohamában nyíltak meg. A cég 1979-ben terjeszkedett ki Dél-Korea fővárosába, Szöulba. Később Kínában, Mianmarban, Tajvanban és Vietnámban is nyíltak éttermei.